# Nissan NV

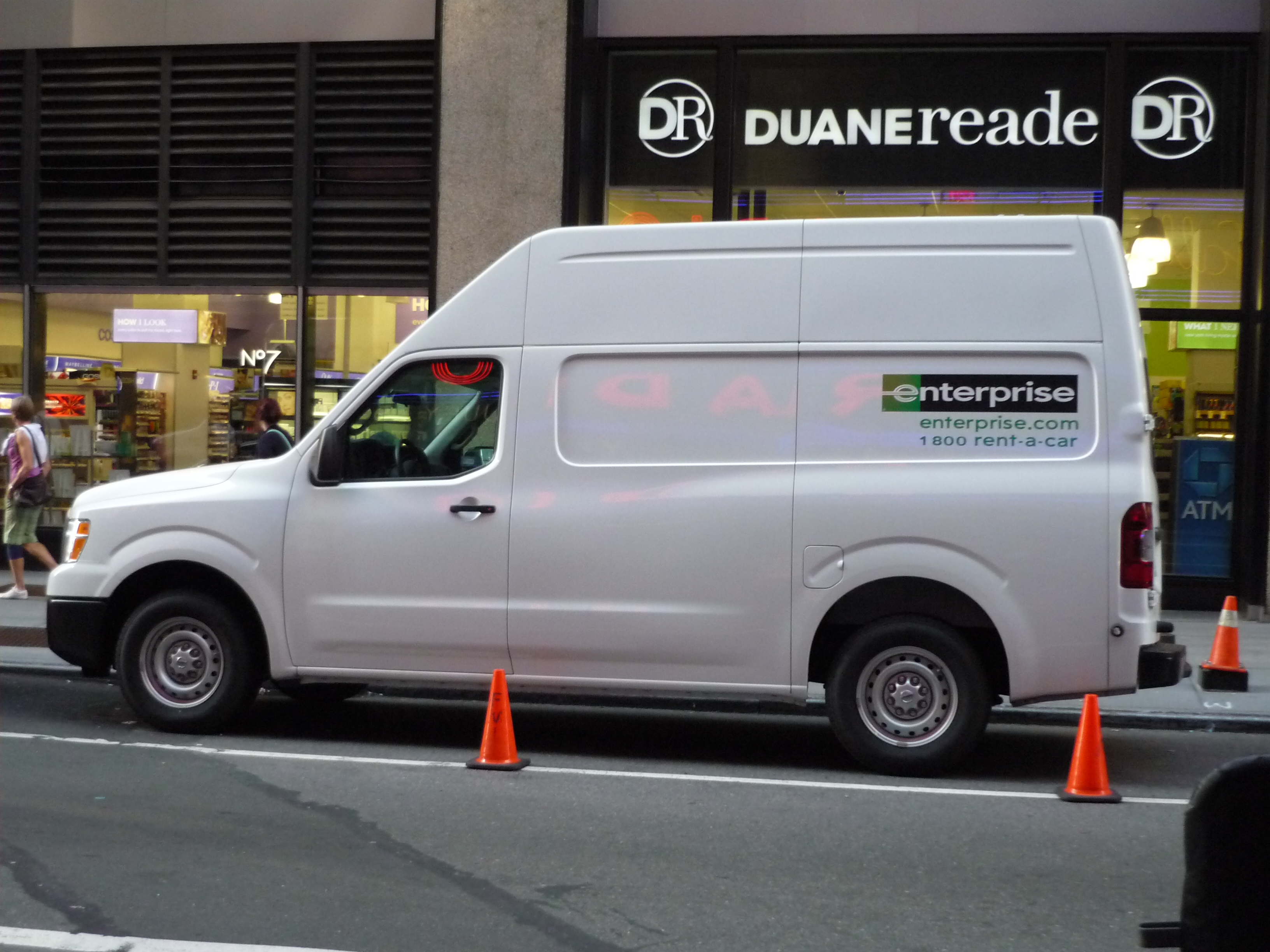
Nissan NV3500

Le Nissan NV est un véhicule utilitaire lourd produit par Nissan depuis 2011 aux États-Unis et au Canada. Il remplace le Nissan Caravan.